# Blanca Palmer Soler
Blanca Palmer Soler (Gandía, 10 de febrero de 1999) es una deportista española que compite en taekwondo. Ganó una medalla de plata en el Campeonato Europeo de Taekwondo de 2016, en la categoría de –46 kg.

## Palmarés internacional
| Campeonato Europeo | Campeonato Europeo | Campeonato Europeo | Campeonato Europeo |
| Año                | Lugar              | Medalla            | Categoría          |
| ------------------ | ------------------ | ------------------ | ------------------ |
| 2016               | Montreux (Suiza)   | Medalla de plata   | –46 kg             |